# Аманов, Рамал Расул оглы
Рама́л (Рома́л) Расу́л оглы́ Ама́нов (азерб. Ramal Rəsul oğlu Amanov; род. 13 сентября 1984, Гянджа) — азербайджанский боксёр, представитель лёгкой и полусредней весовых категорий. Выступал за сборную Азербайджана по боксу середине 2000-х — начале 2010-х годов, серебряный призёр чемпионата мира, обладатель Кубка мира, победитель турниров международного и национального значения (чемпион Азербайджана 2005 и 2008 — до 60 кг, 2009 и 2010 — до 64 кг). С 2013 года боксирует на профессиональном уровне, владел титулом чемпиона WBA International в первом полусреднем весе.

## Биография
Рамал Аманов родился 13 сентября 1984 года в городе Гянджа Азербайджанской ССР.

### Любительская карьера
В 2003 году боксировал на чемпионате Европы среди юниоров в Польше, но сумел дойти только до 1/8 финала.
Впервые заявил о себе на международной арене в сезоне 2004 года, выиграв чемпионат мира среди студентов в Анталии.
В 2005 году впервые стал чемпионом Азербайджана по боксу в лёгкой весовой категории и вошёл в основной состав азербайджанской национальной сборной. Побывал на чемпионате мира в Мяньяне, откуда привёз награду серебряного достоинства — в полуфинале выиграл у итальянца Доменико Валентино, но в решающем финальном поединке потерпел поражение от представителя Кубы Йордениса Угаса. Выступил на командном Кубке мира в Москве, где победил Мурата Храчева, Джорджиана Попеску и Пичая Сайотху, но проиграл Серику Сапиеву. Также выиграл серебряную медаль на международном турнире «Золотой пояс» в Румынии, уступив в финальном бою украинцу Александру Ключко.
На чемпионате Европы 2006 года в Пловдиве был остановлен уже на предварительном этапе. Стал серебряным призёром международного турнира «Ахмет Комерт» в Стамбуле, одержал победу на Кубке Анвара Чаудри в Баку, выступил на домашнем Кубке мира.
В 2007 году на мировом первенстве в Чикаго прошёл довольно сильного француза Дауда Сов, однако в 1/8 финала был побеждён британцем Френки Гейвином. Помимо этого, стал серебряным призёром международного турнира «Янтарные перчатки» в Калининграде, где в финале проиграл олимпийскому чемпиону из России Алексею Тищенко, выступил на Мемориале Макара Мазая в Мариуполе.
Пытался пройти отбор на летние Олимпийские игры 2008 года в Пекине, однако на квалификационных олимпийских турнирах в Пескаре и Афинах выступил не очень удачно, не получив олимпийскую лицензию. Боксировал на Кубке мира в Москве, где дошёл до четвертьфинала первого полусреднего веса и потерпел поражение от кубинца Роньеля Иглесиаса.
В 2009 году выступил на чемпионате мира в Милане и уже в 1/16 финала проиграл французу Алексису Вастину. Выиграл бронзовые медали на Мемориале Макара Мазая и «Ахмет Комерт», одержал победу на международном турнире «Великий шёлковый путь» в Баку.
На чемпионате Азербайджана 2010 года был лучшим в первом полусреднем весе, тогда как на европейском первенстве в Москве уже в 1/16 финала уступил россиянину Альберту Селимову. На Мемориале Ахмата Кадырова в Грозном был выбит из борьбы за медали другим представителем России Адланом Абдурашидовым. В этот период регулярно принимал участие в матчевых встречах полупрофессиональной лиги WSB, где представлял азербайджанскую команду «Бакинские огни».
В 2011 году боксировал уже в полусреднем весе, выступил на Кубке губернатора в Санкт-Петербурге и на Кубке мира среди нефтяных стран в Сургуте, где в четвертьфинале проиграл американцу Эрролу Спенсу, будущему чемпиону мира среди профессионалов.

### Профессиональная карьера
В 2013 году Аманов успешно дебютировал на профессиональном уровне. Находился на контракте у российского промоутера Владимира Хрюнова и выступал исключительно на территории России. В августе 2015 года в поединке с доминиканцем Рансесом Пайано завоевал вакантный титул интернационального чемпиона по версии Всемирной боксёрской ассоциации (WBA) в первом полусреднем весе. В общей сложности в течение четырёх лет профессиональной карьеры одержал 11 побед, не потерпев при этом ни одного поражения.

## Статистика боёв
В таблице перечислены результаты всех поединков боксёров.
В каждой строке указан результат поединка. Дополнительно номер поединка обозначен цветом, который обозначает итог поединка. Расшифровка обозначений и цветов представлена в нижеследующей таблице.
| Пример | Расшифровка                     |
| ------ | ------------------------------- |
|        | Победа                          |
|        | Ничья                           |
|        | Поражение                       |
|        | Планируемый поединок            |
|        | Поединок признан несостоявшимся |
| КО     | Нокаут                          |
| ТКО    | Технический нокаут              |
| PTS    | Решение судей (по очкам)        |
| UD     | Единогласное решение судей      |
| MD     | Решение большинства судей       |
| SD     | Раздельное решение судей        |
| RTD    | Отказ от продолжения боя        |
| DQ     | Дисквалификация                 |
| NC     | Поединок признан несостоявшимся |

| Бой | Дата             | Соперник                     | Место проведения                                      | Результат | Примечание                                                                                               |
| --- | ---------------- | ---------------------------- | ----------------------------------------------------- | --------- | --- |
| 22  | 3 июля 2022      | Ричард Асеведо (5-0-1)       | Rancho Los Aldana, Гарден-Сити, Канзас, США           | (5)       | Бой за звание чемпиона Канзаса в первом среднем весе.                                                    |
| 21  | 12 сентября 2021 | Диего Рамирес (23-5-1)       | La Perle, Дубай, ОАЭ                                  | UD10 (10) | Счёт судей: 90-100, 90-100, 91-99.                                                                       |
| 20  | 19 июня 2021     | Гарольд Кальдерон (24-0)     | Doubletree Miamimart Hotel, Майами, Флорида, США      | TKO4 (10) | Счёт судей: 27-30, 27-30, 27-30.                                                                         |
| 19  | 27 февраля 2021  | Леон Лоусон III (13-0)       | Shrine Exposition Hall, Лос-Анджелес, Калифорния, США | KO4 (8)   | Угол Аманова остановил бой.                                                                              |
| 18  | 1 февраля 2020   | Хесус Алехандро Рамос (11-0) | Beau Rivage (Mississippi), Билокси, Миссисипи, США    | RTD6 (8)  | |
| 17  | 5 октября 2019   | Брайан Себальо (10-0)        | Мэдисон-сквер-гарден, Нью-Йорк, США                   | TKO3 (8)  | Счёт судей: 18-20, 18-20, 18-20.                                                                         |
| 16  | 9 июня 2019      | Агит Бестас (дебют)          | студия канала UA: Первый, Киев, Украина               | TKO4 (6)  | |
| 15  | 19 апреля 2019   | Сайед Мизамул Хашими (0-1-1) | Стамбул, Турция                                       | TKO2 (6)  | |
| 14  | 2 марта 2019     | Жасур Бердикабулов (0-1)     | Хендек, Турция                                        | TKO3 (6)  | |
| 13  | 28 апреля 2018   | Элвин Перес (28-21-4)        | Gimnasio Nicarao, Манагуа, Никарагуа                  | TD7 (8)   | Счёт судей: 70-62, 68-64, 69-63.                                                                         |
| 12  | 24 марта 2018    | Матиас Гарсия (17-15-1)      | Miami Airport Convention Center, Майами, Флорида, США | TKO2 (6)  | |
| 11  | 3 ноября 2017    | Владимир Флейшгауэр (1-3)    | «Нагорный», Нижний Новгород, Россия                   | UD8 (8)   | Счёт: 79-73, 78-74, 80-73.                                                                               |
| 10  | 27 мая 2017      | Виталий Чаркин (0-17)        | «Воленс», Щербинка, Москва, Россия                    | TKO2 (8)  | Счёт: 10-9, 10-9, 10-9.                                                                                  |
| 9   | 23 августа 2015  | Рансес Пайяно (19-1)         | Rixos Mriya Resort Hotel, Ялта, Крым                  | DQ3 (12)  | Вакантный титул WBA International в первом полусреднем весе. Счёт: 20-18, 19-19, 19-19.                  |
| 8   | 26 июня 2015     | Уильям Гонсалес (23-8-1)     | Ресторан «Трамплин», Москва, Россия                   | UD10 (10) | Несанкционированный бой за титул WBA Fedelatin в первом полусреднем весе. Счёт: 99½-91, 99½-93½, 100-89. |
| 7   | 11 декабря 2014  | Соломон Богере (12-1-2)      | Дворец спорта «Динамо» в Крылатском, Москва, Россия   | TD5 (8)   | Счёт: 50-45, 50-45, 50-44.                                                                               |
| 6   | 9 августа 2014   | Вильфридо Буэльвас (15-2)    | Open-Air Bike Show, Севастополь, Крым                 | MD6 (6)   | Счёт: 57-56, 57-56, 57-57.                                                                               |
| 5   | 1 июня 2014      | Майкл Одиамбо (12-5)         | «Арена Мытищи», Мытищи, Россия                        | UD8 (8)   | Счёт: 78-74, 77-74, 78-73.                                                                               |
| 4   | 21 декабря 2013  | Севак Багдасарян (0-1)       | Дворец спорта «Динамо» в Крылатском, Москва, Россия   | SD4 (4)   | Счёт: 40-36, 38-39, 40-37.                                                                               |
| 3   | 30 ноября 2013   | Роман Иванов (1-1)           | «Триумф», Люберцы, Россия                             | UD4 (4)   | Счёт: 39-37, 40-37, 39-37.                                                                               |
| 2   | 27 сентября 2013 | Евгений Кондратенко (0-3)    | «Подмосковье», Подольск, Россия                       | SD6 (6)   | Счёт: 60-56, 56-58, 59-58.                                                                               |
| 1   | 12 июня 2013     | Денис Кенжегалиев (0-1)      | «Юность», Климовск, Россия                            | UD4 (4)   | Счёт: 40-37, 39-37, 40-36.                                                                               |
| Бой | Дата             | Соперник                     | Место проведения                                      | Результат | Примечание                                                                                               |